# Mistrzostwa Estonii w piłce siatkowej mężczyzn (2020)
Mistrzostwa Estonii w piłce siatkowej mężczyzn 2020 (est. Eesti meeste meistrivõistlused võrkpallis 2020) – 95. sezon walki o mistrzostwo Estonii (wliczając mistrzostwa Estonii w latach 1925-1944 oraz mistrzostwa Estońskiej SRR) organizowany przez Estoński Związek Piłki Siatkowej (est. Eesti Võrkpalli Liit, EVF). Mistrzostwa miały rozpocząć się 18 marca.
W ramach rozgrywek miały zostać rozegrane mecze ćwierćfinałowe, półfinały, mecze o 3. miejsce oraz finały.
Ze względu na pandemię COVID-19 13 marca podjęto decyzję o odwołaniu rozgrywek i nieprzyznaniu tytułu mistrzowskiego w 2020 roku.

## Drużyny uczestniczące
| | Mistrzostwa Estonii 2020 |   |    |
| --- | ------------------------ | - | -- |
| PÄR | Pärnu VK                 | 1 | Ch |
| TRT | Bigbank Tartu            | 2 |    |
| SAA | Saaremaa VK              | 3 | Ch |
| SEL | Selver Tallinn           | 5 |    |
| TTE | TalTech                  | 6 |    |
| Oznaczenia: - kolumna pierwsza – skróty nazw drużyn wpisane na mapie (jeśli ta została zamieszczona), - kolumna trzecia – miejsce zajęte przez daną drużynę w poprzednim sezonie. |                          |   |    |

## System rozgrywek
W Mistrzostwach Estonii 2020 uczestniczy pięć estońskich drużyn grających w lidze bałtyckiej w sezonie 2019/2020. Rozgrywki składają się z ćwierćfinałów, półfinałów, meczów o 3. miejsce oraz finałów. Drużyny zostają rozstawione na podstawie miejsc zajętych w fazie zasadniczej ligi bałtyckiej. Dwie najwyżej sklasyfikowane estońskie drużyny w fazie zasadniczej ligi bałtyckiej zmagania rozpoczynają od półfinałów. Pozostałe trzy drużyny rywalizują w ćwierćfinałach, grając ze sobą po jednym spotkaniu zgodnie z kluczem:
- 5 vs 3 (18 marca),
- 4 vs 5 (20 marca),
- 3 vs 4 (21 marca),

gdzie poszczególne liczby oznaczają numer rozstawienia.
Dwie najlepsze drużyny uzyskują awans do półfinałów. W półfinałach drużyny rywalizują w parach, które powstają według klucza:
- drużyna rozstawiona z numerem 1 vs drużyna, która zajęła 2. miejsce w ćwierćfinale,
- drużyna rozstawiona z numerem 2 vs drużyna, która zajęła 1. miejsce w ćwierćfinale.

Rywalizacja toczy się do trzech wygranych meczów ze zmianą gospodarza po każdym meczu. Gospodarzami pierwszych spotkań są zespoły wyżej rozstawione.
Przegrani par półfinałowych rywalizują o brązowy medal. Rywalizacja toczy się do trzech wygranych meczów ze zmianą gospodarza po każdym meczu. Gospodarzem pierwszego spotkania jest zespół wyżej rozstawiony.
Wygrani par półfinałowych walczą o mistrzostwo Estonii. Rywalizacja toczy się do czterech wygranych meczów ze zmianą gospodarza po każdym meczu. Gospodarzem pierwszego spotkania jest zespół wyżej rozstawiony.

### Rozstawienie
| Drużyna        | Numer rozstawienia | Miejsce w fazie zasadniczej ligi bałtyckiej |
| -------------- | ------------------ | ------------------------------------------- |
| Saaremaa VK    | 1                  | 1                                           |
| Bigbank Tartu  | 2                  | 2                                           |
| Selver Tallinn | 3                  | 3                                           |
| Pärnu VK       | 4                  | 5                                           |
| TalTech        | 5                  | 7                                           |